# 奧地利的約翰大公
奧地利的約翰（德語：Johann Baptist Josef Fabian Sebastian von Österreich，1782年1月20日—1859年5月11日），神聖羅馬皇帝利奧波德二世的第九子。
德意志1848年革命期間，約翰被法蘭克福國民議會立為德意志攝政（Regent of Germany）。法蘭克福國民議會失敗後，約翰回到奧地利施泰因茨，最終於1859年去世，享年77歲。